# Liste der Biografien/Galb
Liste der Biografien |
Portal Biografien |
Personensuche
# |
A |
B |
C |
D |
E |
F |
G |
H |
I |
J |
K |
L |
M |
N |
O |
P |
Q |
R |
S |
T |
U |
V |
W |
X |
Y |
Z |
?
 
Ga |
Gb |
Gc |
Gd |
Ge |
Gf |
Gh |
Gi |
Gj |
Gk |
Gl |
Gm |
Gn |
Go |
Gp |
Gq |
Gr |
Gs |
Gu |
Gv |
Gw |
Gy |
Gz
 
Gaa |
Gab |
Gac |
Gad |
Gae |
Gaf |
Gag |
Gah |
Gai |
Gaj |
Gak |
Gal |
Gam |
Gan |
Gao |
Gap |
Gaq |
Gar |
Gas |
Gat |
Gau |
Gav |
Gaw |
Gax |
Gay |
Gaz
 
Gala |
Galb |
Galc |
Gald |
Gale |
Galf |
Galg |
Galh |
Gali |
Galj |
Galk |
Gall |
Galm |
Galo |
Galp |
Galr |
Gals |
Galt |
Galu |
Galv |
Galw |
Galy |
Galz
Die Liste der Biografien führt alle Personen auf, die in der deutschsprachigen Wikipedia einen Artikel haben. Dieses ist eine Teilliste mit 38 Einträgen von Personen, deren Namen mit den Buchstaben „Galb“ beginnt.

## Galb

### Galba
- Galba (3 v. Chr.–69), römischer Kaiser (68 – Anfang 69)Galba (3 v. Chr.–69)

Galba (3 v. Chr.–69)

- Galba, Martí Joan de († 1490), Schriftsteller
- Galbán, Manuel (1931–2011), kubanischer Musiker
- Galbas, Adrian Józef (* 1968), polnischer Ordensgeistlicher, römisch-katholischer Erzbischof von Warschau

### Galbe
- Galberry, Thomas (1833–1878), irisch-US-amerikanischer Ordensgeistlicher, 4. Bischof von Hartford
- Galbert, Louis de (1696–1772), sächsischer Generalleutnant der Infanterie

### Galbi
- Galbiati, Franco (1938–2013), italienischer Sprinter
- Galbiati, Rossella (* 1958), italienische Radrennfahrerin
- Galbierz, Jürgen-Michael (* 1950), deutscher Fußballspieler
- Galbines, Louie Patalinghug (* 1966), philippinischer Geistlicher, römisch-katholischer Bischof von Kabankalan

### Galbo
- Galbó, Cristina (* 1950), spanische Schauspielerin
- Galbo, Daniela (* 1995), deutsche Schauspielerin

### Galbr
- Galbraith, Barry (1919–1983), US-amerikanischer Jazzgitarrist des Swing und Cool Jazz
- Galbraith, Declan (* 1991), britischer Sänger
- Galbraith, Evan G. (1928–2008), US-amerikanischer Diplomat und Wirtschaftsmanager
- Galbraith, George (* 1955), kanadisch-dänischer Eishockeytorwart und -trainer
- Galbraith, Ian Courtney Julian (* 1925), britischer Ornithologe
- Galbraith, Jade (* 1982), kanadischer Eishockeyspieler
- Galbraith, James, schottischer Fußballspieler
- Galbraith, James K. (* 1952), US-amerikanischer Ökonom
- Galbraith, John (1794–1860), US-amerikanischer Politiker
- Galbraith, John Kenneth (1908–2006), kanadisch-US-amerikanischer Ökonom, Sozialkritiker, Präsidentenberater und DiplomatJohn Kenneth Galbraith (1908–2006)

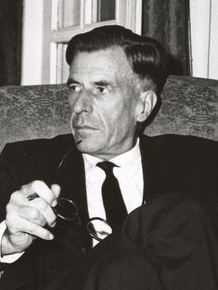
John Kenneth Galbraith (1908–2006)

- Galbraith, Nancy (* 1951), US-amerikanische Komponistin, Organistin und Musikpädagogin
- Galbraith, Patrick (* 1967), US-amerikanischer Tennisspieler
- Galbraith, Patrick (* 1986), dänischer Eishockeytorwart
- Galbraith, Paul (* 1964), schottischer Gitarrist
- Galbraith, Peter W. (* 1950), US-amerikanischer Diplomat, Beamter, Professor und Schriftsteller
- Galbraith, Sam (1945–2014), schottischer Politiker englischer Abstammung und Mitglied der Labour Party
- Galbraith, Tam (1917–1982), britischer Politiker, Unterhausabgeordneter
- Galbraith, Thomas Jacob (1825–1909), US-amerikanischer Politiker und Mitarbeiter des Bureau of Indian Affairs
- Galbraith, Thomas, 2. Baron Strathclyde (* 1960), britischer Politiker
- Galbraith, Vivian Hunter (1889–1976), englischer Historiker, Fellow der British Academy und Oxford Regius Professor für neue Geschichte
- Galbraith, W. J. (1883–1956), US-amerikanischer Jurist und Politiker (Republikanische Partei)
- Galbraith, William (1885–1937), kanadischer Mittelstrecken-, Langstreckenläufer und Hindernisläufer
- Galbraith, William (1906–1994), US-amerikanischer Turner und Rear Admiral
- Galbraith, William Robert (1829–1914), britischer Bauingenieur und Eisenbahningenieur
- Galbreath, Donald Lindsay (1884–1949), US-amerikanischer Heraldiker

### Galbu
- Galbusera Fumagalli, Gaetano (* 1940), italienischer Ordensgeistlicher, emeritierter Apostolischer Vikar von Pucallpa